# Bob Shad
Robert „Bob“ Shad (* 12. Februar 1920 in New York City als Abraham Shadrinsky; † 13. März 1985 in Los Angeles) war ein US-amerikanischer  Musikproduzent und Plattenlabel-Besitzer im Bereich des Jazz, Blues und der Popmusik. Er produzierte das erste Album der Band Big Brother and the Holding Company mit Janis Joplin. Zu seinem erfolgreichsten Unternehmungen zählen Time Records, Brent Records und Mainstream Records.

## Leben
Shad begann seine Karriere als Besitzer eines Plattenladens in Rockaway Avenue in Brooklyn; als Musikproduzent arbeitete er in den 1940er Jahren bei Savoy Records und National Records, wo er u. a. bei Aufnahmen von Charlie Parker sowie von Blues und Rhythm-&-Blues-Künstlern wie Dusty Fletcher tätig war. Das erste seiner eigenen Unternehmen gründete er 1948 mit seinem Bruder Morty in New York; bei Sittin’ In With, das zunächst Platten u. a. von Chu Berry, Charlie Ventura, Stan Getz, Wardell Gray und Beryl Booker veröffentlichte. Da er von den Jazzaufnahmen lediglich ca. 7000 bis 8000 Exemplare verkaufen konnte, verlagerte er den Schwerpunkt des Labels auf Blues und erwarb ein Magnecord, eines der ersten tragbaren Tonbandgeräte und operierte 1950/51 von Houston, Texas aus. In der Folge erschienen u. a. Aufnahmen von Lightnin’ Hopkins, Sonny Terry und Brownie McGhee, Smokey Hogg, Peppermint Harris (Raining in My Heart, 1950), Big Chief Ellis und Curley Weaver.
Im Jahr 1951 wurde er A&R bei Mercury Records, wo er 1954 das Sublabel EmArcy Records schuf, bei dem Aufnahmen des Modern Jazz u. a. von Cannonball Adderley, Quincy Jones, Maynard Ferguson, Helen Merrill, Erroll Garner, Sarah Vaughan (In the Land of HiFi 1955), dem Clifford Brown/Max-Roach-Quintett (Clifford Brown and Max Roach at Basin Street 1956), Billy Eckstine und Dinah Washington (Sings Fats Waller 1957) erschienen. Im Bereich des Pop arbeitete er mit Patti Page, Vic Damone, mit Vokalensembles wie The Platters, The Diamonds, The Ravens und The Crewcuts sowie mit den Bluesmusikern Lightin’ Hopkins und Big Bill Broonzy.
Unter Vertrag nahm er auch den relativ unbekannt gebliebenen Ralph Gari.
Ende der 1950er Jahre gründete Shad das Label Time Records, auf dem er neben Jazz (Kenny Dorham, Terry Gibbs, Sonny Clark) und Big-Band-Produktionen (etwa von Billy May, Hugo Montenegro und Gordon Jenkins) und Cocktail-Pop auch Avantgarde-Musik von Pierre Boulez, John Cage, Morton Feldman, Charles Ives, Luigi Nono und Karlheinz Stockhausen veröffentlichte. Diese wurde von 1960 bis 1963 von dem Komponisten Earle Brown in der Reihe Contemporary Sound Series für das Time-Label produziert.
Shad, der auf Time die erste Plattenaufnahme Lou Reeds (als Mitglied der Doo-Wop-Gruppe The Jades) produzierte (So Blue/Leave Her),  hatte außerdem Hits mit der Rock’n’Roll-Formation The Bell Notes, und auf seinem weiteren Label Shad mit The Knockouts. Außerdem gründete er das Label Brent, vorwiegend für West Coast-Musiker, mit dem er Hits mit den Bands Skip & Flip, The Chevrons und Bertha Tillman hatte. 1966 beendete er die Aktivitäten von Time Records.
Im Jahr 1964 gründete Shad in Detroit Mainstream Records, auf dem er älteres Material seiner vorigen Unternehmungen und anderer Label (Commodore Jazz Classics – Original Recordings Series) publizierte und auch neue Aufnahmen produzierte, u. a. Shelly Manne (Mannekind, 1972), Dizzy Gillespie, Roy Haynes, Clark Terry/Bob Brookmeyer, Harold Land, Morgana King, Carmen McRae und ein Album mit Sarah Vaughan und dem Orchester Michel Legrand. In dieser Zeit setzte er seine Zusammenarbeit mit Bluesmusikern wie Lightnin’ Hopkins, Arbee Stidham oder Sonny Terry fort. Im Bereich der Rockmusik produzierte er die Debütalben von Janis Joplin und Ted Nugent (The Amboy Dukes). Shad selbst legte auf seinem Label 1973 das Funk-Album Bobby Shad and The Bad Men – A 65-Piece Rock Workshop vor, für das er ein All-Star-Ensemble aus Musikern wie Jimmy Buffington, Bernie Glow, Arnie Lawrence, Bernie Leighton, Joe Newman, Specs Powell, Grady Tate und Snooky Young versammelte.
Nach Bob Shads Tod im Jahr 1985 reaktivierte seine Tochter Tamara Shad 1990 das Label Mainstream Records und wiederveröffentlichte eine Reihe von Jazz- und Blues-Aufnahmen auf CD. 1993 erwarb Sony einen Großteil des Labelkatalogs.
Der Kritiker Leonard Feather würdigte Bob Shad als einen „außergewöhnlichen Mann,“ der „seiner Zeit voraus“ war und den er in eine Reihe mit Produzenten wie John Hammond, Alfred Lion, Lester Koenig und Norman Granz stellte.

## Diskographischer Hinweis und Label-Übersicht
Die Aufnahmen der verschiedenen Label Shads erschienen auf Kompilationen wie Rockin' on Broadway: The Time/Brent/Shad Story (Ace Records) oder Wop Ding A Ling (Ace), mit Doo-Wop-Aufnahmen von Ende der 1950er und frühen 1960er Jahre mit den Vokalgruppen The Chevrons, The Tradewinds (alias The Rob Roys), The Genies und The Wheels.
| Label              | aktiv in        | Genre                 | Bemerkungen                  |
| ------------------ | --------------- | --------------------- | ---------------------------- |
| Brent              | 1950/60er       | Pop, R&B, Rock & Roll |                              |
| Jade               | Ende der 1940er | R&B, Blues            | Sublabel von Sittin' In With |
| Jax                | Anfang 1950er   | R&B                   | Sublabel von Sittin' In With |
| Mainstream Records | 1964–1977       | Pop, Jazz, Rock       |                              |
| Sittin' In With    | 1948–1951       | Jazz, Blues           |                              |
| Series 2000        | 1960–1967       | Easy Listening        | Sublabel von Time            |
| Shad               | um 1960         | Pop, Doo Wop          |                              |
| Time Records       | 1959–1966       | Pop, Jazz             |                              |